# Lunder Kammerchor
Der Lunder Kammerchor (schwed.: Lunds Kammarkör, engl.: Lund Chamber Choir) ist ein gemischter Chor aus der südschwedischen Stadt Lund. Der Chor wurde 1983 von Eva Svanholm Bohlin ins Leben gerufen, und für lange Zeit war der Chor an die Kathedralschule in Lund angegliedert. Heutzutage ist der Chor jedoch völlig unabhängig, fungiert aber als einer der Repräsentationschöre des Domes zu Lund. Eva Svanholm Bohlin leitete den Chor bis 1983. Zwischen 1984 und 2011 wurde der Chor von Håkan Olsson Reising geleitet; 2011 wählte der Chor Daniel Åberg zu seinem neuen Dirigenten.
Der Repertoireschwerpunkt liegt auf A-Cappella-Musik aus allen Zeitepochen von der Renaissance bis zur Gegenwart. Gelegentlich führt der Chor auch größere Orchesterwerke wie Mozarts Requiem und Händels Messias auf. Letzterer wurde beispielsweise vom Lunder Kammerchor 2009 in der Dreieinigkeitskirche an der Sloane Street in London aufgeführt zusammen mit Solisten und dem Orchester der Guildhall School of Music and Drama.
Seit seiner Gründung hat der Chor Tourneen in Europa, Asien und den USA durchgeführt und auch erfolgreich an unterschiedlichen Chorwettbewerben teilgenommen. 2006 gastierte der Chor als einziger ausländischer Chor bei der nationalen Tagung der American Choral Directors Association in St. Louis. Unter anderem hat der Lunder Kammerchor auch Konzerte in Stockholm (2007), Torrevieja in Spanien (2009) und in Oxford und London (2009) gegeben.

## Aufnahmen
- Nu stige jublets ton (Schwedische Weihnachtsmusik, zusammen mit weiteren Chören) (1997)
- La luna asoma
- I Afrodites trädgård (2008)